# Hungerford
Hungerford és una concentració de població designada pel cens dels Estats Units a l'estat de Texas. Segons el cens del 2000 tenia 645 habitants.

## Demografia
Segons el cens del 2000, Hungerford tenia 645 habitants, 169 habitatges, i 117 famílies. La densitat de població era de 136,1 habitants per km².
Dels 169 habitatges en un 33,1% hi vivien nens de menys de 18 anys, en un 46,2% hi vivien parelles casades, en un 18,9% dones solteres, i en un 30,2% no eren unitats familiars. En el 24,3% dels habitatges hi vivien persones soles el 14,8% de les quals corresponia a persones de 65 anys o més que vivien soles. El nombre mitjà de persones vivint en cada habitatge era de 3,04 i el nombre mitjà de persones que vivien en cada família era de 3,72.
Per edats la població es repartia de la següent manera: un 37,7% tenia menys de 18 anys, un 7,4% entre 18 i 24, un 26,7% entre 25 i 44, un 18% de 45 a 60 i un 10,2% 65 anys o més.
L'edat mediana era de 30 anys. Per cada 100 dones de 18 o més anys hi havia 81,1 homes.
La renda mediana per habitatge era de 46.544 $ i la renda mediana per família de 55.781 $. Els homes tenien una renda mediana de 34.688 $ mentre que les dones 18.214 $. La renda per capita de la població era de 16.191 $. Aproximadament el 7,3% de les famílies i el 15,2% de la població estaven per davall del llindar de pobresa.

## Poblacions properes
El següent diagrama mostra les poblacions més properes.